# Caccobius pilosus
Caccobius pilosus är en skalbaggsart som beskrevs av Frey 1958. Caccobius pilosus ingår i släktet Caccobius och familjen bladhorningar. Inga underarter finns listade.